# Ole Bjørn Sundgot
Ole Bjørn Sundgot est un joueur et entraîneur norvégien de football, né le 21 mars 1972 à Ålesund en Norvège. Il évolue comme attaquant.
Il est principalement connu pour avoir fait partie du trident offensif surnommé « Les trois S » en compagnie d'Ole Gunnar Solskjær et Arild Stavrum avec le club de Molde.

## Biographie

### Carrière de joueur
Ole Bjørn Sundgot est formé au IL Hødd, club où son père, Otto, a fait toute sa carrière de joueur.
En 1991, il rejoint le Molde FK. Après un prêt à son club formateur du IL Hødd en 1994, il forme un trio offensif redoutable en 1995 et 1996 avec Ole Gunnar Solskjær et Arild Stavrum.
Leur réputation franchit les frontières et « les trois S » sont tous les trois transférés après la saison 1996. Solskjær rejoint Manchester United, Stavrum signe à Stabæk et Sundgot tente l'aventure anglaise à Bradford City en FL Championship.
Malheureusement pour Sundgot c'est un échec et il revient à Molde en novembre 1997, douze mois après l'avoir quitté.
Après cet échec, il ne retrouve pas son niveau des saisons 1995/1996 et quitte le club pour rejoindre le FK Lyn en 2000, un club de deuxième division.
En 2005, il rejoint le Hønefoss BK, autre club de deuxième division. Après une saison ponctuée de quatre buts en quatorze matchs, Ole Bjørn décide de raccrocher les crampons.
Au cours de sa carrière, Sundgot a obtenu une sélection en équipe nationale de Norvège en 1995.

### Carrière d'entraîneur
En 2008, il devient l'entraîneur du Hønefoss BK son dernier club de joueur professionnel.
Le club qui se trouve toujours en deuxième division obtient une bonne 5e place pour la première saison de Sundgot sur le banc. La saison suivante en 2009, le club obtient une brillante 2e place et accède à la Tippeligaen.
Malheureusement, le club enchaîne six défaites d'entrée en Tippeligaen en 2010 et Sundgot est remplacé par Leif Gunnar Smerud.

## Palmarès

### Comme joueur
Molde FK
- Vice-champion de Norvège en 1995, 1998 et 1999.

### Comme entraîneur
Hønefoss BK
- Vice-champion de D2 norvégienne en 2009.

## Vie privée
Son père Otto, a été un joueur emblématique du IL Hødd disputant 668 matchs et inscrivant 183 buts.
Son frère Arild a fait toute sa carrière au Lillestrøm SK, de 1997 à 2011.